# Němčice (district de Blansko)
Pour les articles homonymes, voir Němčice.
Němčice (en allemand : Niemtschitz) est une commune du district et de la région de Pardubice, en République tchèque. Sa population s'élevait à 471 habitants en 2020.

## Géographie
Němčice se trouve à 6 km au sud-est de Boskovice, à 11 km au nord-nord-est de Blansko, à 30 km au nord-nord-est de Brno et à 179 km à l'est-sud-est de Prague.
La commune est limitée par Újezd u Boskovic au nord, par Ludíkov au nord-est, par Sloup à l'est, par Žďár au sud, et par Kuničky et Doubravice nad Svitavou à l'ouest.

## Histoire
La première mention écrite de la localité date de 1358.

## Transports
Par la route, Němčice se trouve à 9,3 km de Boskovice, à 13 km de Blansko, à 40,5 km de Brno et à 224 km de Prague.